# Cady Groves

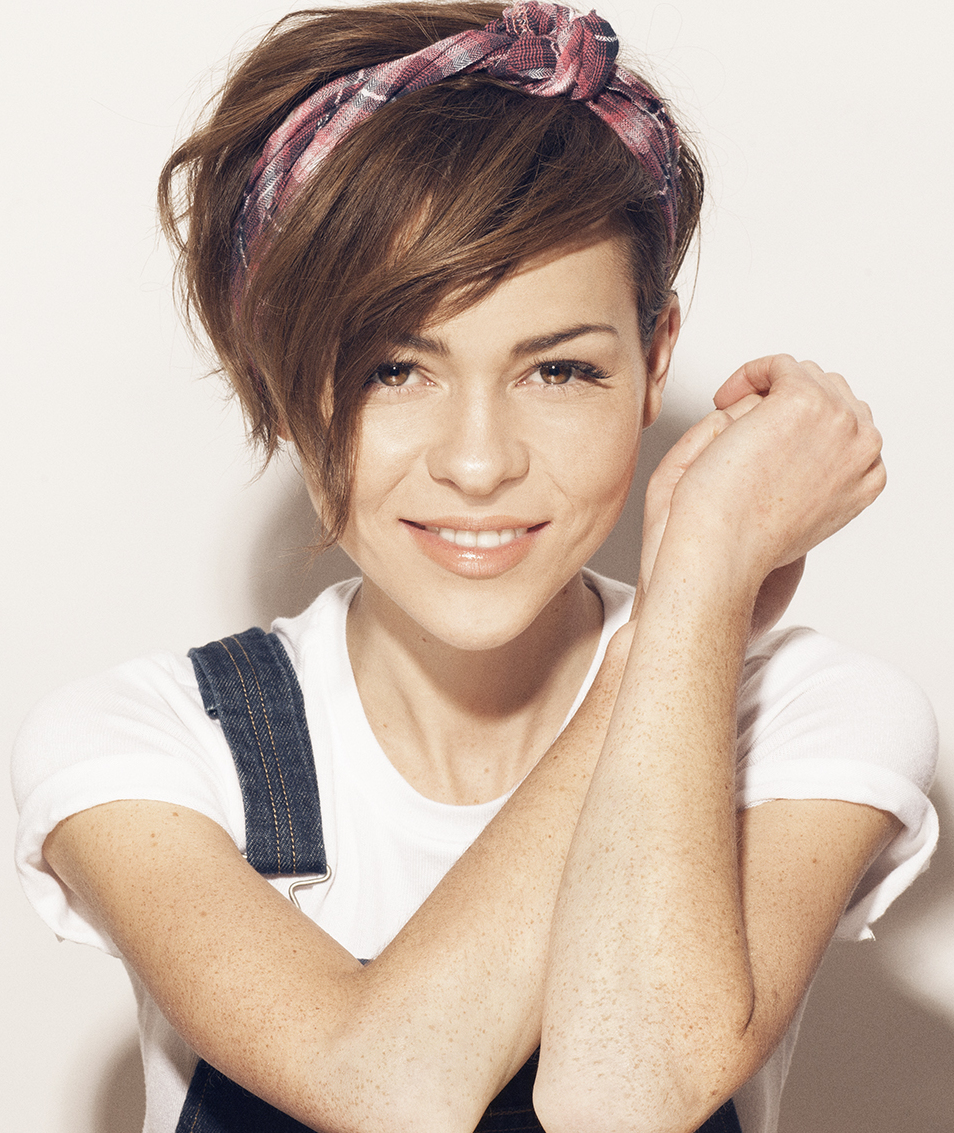
Cady Groves (2016)

Cady Groves (* 30. Juli 1989 in Emporia, Kansas; † 2. Mai 2020 in Nashville, Tennessee) war eine US-amerikanische Sängerin.

## Leben
Groves wuchs in Marlow, Oklahoma, in einer Familie mit sieben Kindern auf. Im Alter von vier Jahren erhielt sie zu Weihnachten eine Trommel; von da an begann ihre Leidenschaft für die Musik.
Nachdem Groves sich von ihrem damaligen Freund getrennt hatte, veröffentlichte sie im Oktober 2009 ihr erstes Werk A Month of Sundays, eine EP. Im Februar 2010 erschien mit The Life of a Pirate ihre zweite EP, ehe sie im Mai 2010 einen Vertrag beim Label RCA Records unterzeichnete.
Im Februar 2012 erschien ihre dritte EP This Litte Girl, im Juni 2012 schließlich ihre erste offizielle Solo-Single Love Actually. 2013 erschien ihre zweite Single Forget You.
Am 23. Juni 2015 veröffentlichte sie mit Christian Burghardt das Duett Whiskey and Wine als Single. Rund drei Monate später mit Dreams ihre vierte und letzte EP. Diese wurde als kostenloser Download für ihre Newsletter-Abonnenten zur Verfügung gestellt. Am 6. Juni 2016 erschien die gleichnamige Singleauskopplung, was auch die letzte offizielle Veröffentlichung von Groves war.
Sie starb Anfang Mai 2020 im Alter von 30 Jahren.

## Diskografie

### EPs
| Jahr | Titel Musiklabel                 | Anmerkungen                                                                       |
| ---- | -------------------------------- | --------------------------------------------------------------------------------- |
| 2009 | A Month of Sundays Eigenvertrieb | Erstveröffentlichung: 1. Oktober 2009                                             |
| 2010 | Life of a Pirate Eigenvertrieb   | Erstveröffentlichung: 24. Februar 2010                                            |
| 2012 | This Litte Girl RCA Records      | Erstveröffentlichung: 3. Februar 2012                                             |
| 2015 | Dreams Eigenvertrieb             | Erstveröffentlichung: Oktober 2015 kostenloser Download für Newsletter-Abonnenten |

### Singles
| Jahr | Titel Album                | Anmerkungen                                                              |
| ---- | -------------------------- | ------------------------------------------------------------------------ |
| 2010 | Oh Darling The Patience EP | Erstveröffentlichung: 6. September 2010 Plug in Stereo feat. Cady Groves |
| 2012 | Love Actually –            | Erstveröffentlichung: 29. Juni 2012                                      |
| 2013 | Forget You –               | Erstveröffentlichung: 25. Juni 2013                                      |
| 2015 | Whiskey and Wine –         | Erstveröffentlichung: 23. Juni 2015 mit Christian Burghardt              |
| 2016 | Dreams Dreams EP           | Erstveröffentlichung: 6. Juni 2016                                       |

| Jahr | Titel Album                        | Anmerkungen                                                               |
| ---- | ---------------------------------- | ------------------------------------------------------------------------- |
| 2011 | We’re the Sh!t This Litte Girl EP  | Erstveröffentlichung: 2011 kostenloser Download für Newsletter-Abonnenten |
| 2012 | This Litte Girl This Litte Girl EP | Erstveröffentlichung: 2012 kostenloser Download für Newsletter-Abonnenten |
| 2015 | Red Handed –                       | Erstveröffentlichung: 2015 kostenloser Download für Newsletter-Abonnenten |